# Василькино
Васи́лькино (рос. Василькино, башк. Василькин) — присілок у складі Біжбуляцького району Башкортостану, Росія. Входить до складу Каменської сільської ради.
Населення — 3 особи (2010; 12 в 2002).
Національний склад:
- мордва — 67 %